# Електрогідродинаміка
Електрогідродінаміка (ЕГД), електрокінетика — фізична дисципліна, що виникла на перетині гідродинаміки і електростатики. Предметом її вивчення є процеси руху слабкопровідних рідин (рідких діелектриків, вуглеводневих масел і палива тощо), поміщених в електричне поле. Багато ЕГД-ефектів є несподіваними, мають непередбачуваний характер і залишаються непоясненими донині. Це пов'язано з сильно нелінійним характером електрогідродінамічних явищ, що викликає труднощі при їх дослідженні.